# Coppa dei Balcani 1929-1931 (nazionali)
La Coppa dei Balcani 1929-1931 (1929-1931 Balkan Cup) fu la prima edizione della Coppa dei Balcani, competizione calcistica per nazioni. La competizione si svolse in forma itinerante dal 6 ottobre 1929 al 29 novembre 1931 e vide la partecipazione di quattro squadre: Bulgaria, Grecia, Jugoslavia e Romania.

## Formula
- Qualificazioni

Nessuna fase di qualificazione. Le squadre sono qualificate direttamente alla fase finale.
- Fase finale

Girone unico - 4 squadre, giocano partite di andata e ritorno. La vincente si laurea campione dei Balcani.

## Squadre partecipanti
| Pr. | Squadra    | Data di qualificazione certa | Partecipante in quanto | Partecipazioni precedenti al torneo | Ultima presenza |
| --- | ---------- | ---------------------------- | ---------------------- | ----------------------------------- | --------------- |
| 1   | Bulgaria   | -                            | Qualificata di diritto | -                                   | Esordiente      |
| 2   | Grecia     | -                            | Qualificata di diritto | -                                   | Esordiente      |
| 3   | Jugoslavia | -                            | Qualificata di diritto | -                                   | Esordiente      |
| 4   | Romania    | -                            | Qualificata di diritto | -                                   | Esordiente      |

Nella sezione "partecipazioni precedenti al torneo", le date in grassetto indicano che la nazione ha vinto quella edizione del torneo, mentre le date in corsivo indicano la nazione ospitante.

## Fase finale

### Girone unico

#### Classifica
| Pos | Squadra    | P.ti | G | V | N | P | GF | GS | DR  |
| --- | ---------- | ---- | - | - | - | - | -- | -- | --- |
| 1   | Romania    | 10   | 6 | 5 | 0 | 1 | 26 | 13 | +13 |
| 2   | Jugoslavia | 6    | 6 | 3 | 0 | 3 | 12 | 9  | +3  |
| 3   | Grecia     | 4    | 6 | 2 | 0 | 4 | 13 | 20 | -7  |
| 4   | Bulgaria   | 4    | 6 | 2 | 0 | 4 | 10 | 19 | -9  |

#### Risultati
| Arbitro: | Grigorov |

|                     |           |                |
| Sepi 35’ Ciolac 40’ | Marcatori | 71’ Marjanović |

| Arbitro: | Doitchev |

|                                             |           |                 |
| G. Andrianopoulos 50’ D. Andrianopoulos 54’ | Marcatori | 40’ Vujadinović |

| Arbitro: | Ruzic |

|                                                                       |           |                       |
| Wetzer 8’, 34’, 75’, 76’, 80’ Vogl 43’ Raffinsky 57’ (rig.) Dobay 77’ | Marcatori | 77’ V. Andrianopoulos |

| Arbitro: | Ruzic |

|                                                     |           |                                        |
| Staykov 11’ (rig.) 52’ Stoyanov 34’, 50’ Peshev 47’ | Marcatori | 71’ (aut.) Gigov 22’ (rig.) 43’ Wetzer |

| Arbitro: | Nikolaidis |

|  |           |                                            |
|  | Marcatori | 7’ Lemešić 27’ Marjanović 78’ Praunsberger |

| Arbitro: | Ruzic |

|                                              |           |            |
| Tsolinas 4’, 50’, 51’, 60’ Messaris 10’, 15’ | Marcatori | 69’ Peshev |

| Arbitro: | Rădulescu |

|                                    |           |              |
| Hitrec 35’ Tomašević 38’, 75’, 83’ | Marcatori | 52’ Migiakis |

| Arbitro: | Xifando |

|                |           |  |
| Marjanović 21’ | Marcatori |  |

| Arbitro: | Fabris |

|                                           |           |                         |
| Sepi 25’ Bodola 50’, 66’ Stanciu 68’, 81’ | Marcatori | 51’ Lozanov 89’ Panchev |

| Arbitro: | Nikolaidis |

|                            |           |                                          |
| Zecevic 36’ Marjanović 60’ | Marcatori | 16’ Glanzmann 49’, 89’ Bodola 50’ Kovács |

| Arbitro: | Ruzic |

|                        |           |            |
| Peshev 20’ Angelov 83’ | Marcatori | 10’ Kitsos |

| Arbitro: | Fabris |

|                    |           |                               |
| Angelakis 34’, 39’ | Marcatori | 13’, 18’, 84’ Bodola 51’ Sepi |

## Statistiche

### Classifica marcatori
7 reti
- Iuliu Bodola
- Rudolf Wetzer

4 reti
- Antonis Tsolinas
- Blagoje Marjanović

3 reti
- Asen Peshev
- Aleksandar Tomašević
- Grațian Sepi

2 reti
- Nikola Staykov
- Velcho Stoyanov
- Nikolaos Angelakis
- Angelos Messaris
- Constantin Stanciu

1 rete
- Lyubomir Angelov
- Mihail Lozanov
- Asen Panchev
- Dinos Andrianopoulos
- Giōrgos Andrianopoulos
- Vasilios Andrianopoulos
- Nikos Kitsos
- Antonis Migiakis
- Ivan Hitrec
- Leo Lemešić

- Boris Praunsberger
- Đorđe Vujadinović
- Dobrivoje Zecevic
- Gheorghe Ciolac
- Ștefan Dobay
- Andrei Glanzmann
- Miklós Kovács
- László Raffinsky
- Emerich Vogl

Autorete
- Ljuben Gigov